# 郑文荣
郑文荣（1995年12月17日—），越南男子举重运动员，2017年东南亚运动会男子62公斤级金牌得主、2017年亚洲室内与武道运动会男子62公斤级金牌得主、2018年亚洲运动会男子62公斤级银牌得主。